# 中国驻哈巴罗夫斯克总领事馆
中华人民共和国驻哈巴罗夫斯克总领事馆（俄语：Генеральное Консульство Китайской Народной Республики в г.Хабаровске），简称中国驻哈巴罗夫斯克总领事馆，是中华人民共和国派驻俄罗斯哈巴罗夫斯克的最高级别外交机构，位于哈巴罗夫斯克列宁体育场（STADIUM OF LENIN, KHABAROVSK）。领区包括哈巴罗夫斯克边疆区、阿穆尔州、萨哈共和国、犹太自治州。

## 机构设置
中国驻哈巴罗夫斯克总领事馆设置下列机构：
- 政治处
- 领事侨务处
- 经商科技处
- 办公室
- 传达室